# 中日贸易关系表
此列表為中華人民共和國與日本國之間貿易關係列表。
| 年份           | 事件                                                                                               |
| -------------- | -------------------------------------------------------------------------------------------------- |
| 1949年5月4日   | 中日贸易促进会成立。                                                                               |
| 1949年5月24日  | 日中贸易促进议员联盟成立。                                                                         |
| 1950年10月1日  | 日中友好协会成立。                                                                                 |
| 1950年12月6日  | 日本政府宣布全面停止向中国大陸出口。                                                               |
| 1952年5月4日   | 中国国际贸易促进委员会成立。                                                                       |
| 1952年5月22日  | 日中贸易促进会成立。                                                                               |
| 1952年6月1日   | 第一次《中日民间贸易协定》在北京签订。                                                             |
| 1953年4月27日  | 日本货船首次来中国。                                                                               |
| 1953年10月29日 | 第二次《中日民间贸易协定》在北京签订。                                                             |
| 1954年9月22日  | 日本国际贸易促进委员会成立。                                                                       |
| 1954年11月13日 | 日中渔业协议会成立。                                                                               |
| 1955年5月4日   | 第三次《中日民间贸易协定》在东京都签订。                                                           |
| 1955年5月10日  | 中国商品展览会在东京都和大阪举行。                                                                 |
| 1955年11月24日 | 日中进出口工会成立。                                                                               |
| 1956年3月10日  | 日本商品展览会在北京和上海举行。                                                                   |
| 1956年7月27日  | 恢复日中邦交国民会议成立                                                                           |
| 1958年3月5日   | 第四次《中日民间贸易协定》在北京签订。                                                             |
| 1958年5月9日   | 中日贸易关系全面中断。                                                                             |
| 1958年12月26日 | 《中日钢铁协定》在北京签订。                                                                       |
| 1959年9月20日  | 日本首相石桥湛山和中国国务院总理周恩来发表政经不可分共同声明。                                     |
| 1960年8月27日  | 中国国务院总理周恩来发表贸易三原则。                                                               |
| 1961年4月15日  | 日本友好商社首次参加中国广州商品交易会。                                                           |
| 1962年11月9日  | 高碕达之助和廖承志交换备忘录，启动“LT贸易”                                                         |
| 1962年12月27日 | 日本友好贸易团体、中国国际贸易促进委员会签订协议书。                                               |
| 1964年4月19日  | 中日相互设立“LT贸易事务所”                                                                         |
| 1964年6月21日  | 中国船只“燎原号”首次驶入日本门司港。                                                               |
| 1966年10月26日 | 日中贸易促进会解散。                                                                               |
| 1967年2月27日  | 《中日友好贸易议定书》在北京签订。                                                                 |
| 1970年4月19日  | 中国国务院总理周恩来提出对日贸易四项条件。                                                         |
| 1973年9月11日  | 中国经济贸易有好代表团访问日本国。                                                                 |
| 1974年1月5日   | 日本外务大臣大平正芳访华，签订《中日贸易协定》。                                                   |
| 1974年4月20日  | 《中日航空协定》签订。                                                                             |
| 1974年11月13日 | 《中日海运协定》签订。                                                                             |
| 1975年6月12日  | 中国国务院总理周恩来接见日本国际贸易促进协会会长藤山爱一郎。                                       |
| 1975年8月15日  | 《中日渔业协定》签订。                                                                             |
| 1975年10月16日 | 日本经济团体联合会代表团访华。                                                                     |
| 1976年6月7日   | 中国国务院总理华国锋会见日本国际贸易促进协会会长藤山爱一郎。                                       |
| 1977年5月9日   | 中国展览会在日本名古屋、札幌、北九州举行。                                                         |
| 1977年6月24日  | 中日民间海运事务所在北京和东京都开设。                                                             |
| 1978年2月6日   | 《中日长期贸易协定》在北京签字。                                                                   |
| 1978年8月12日  | 《中日和平友好条约》签订。                                                                         |
| 1979年9月9日   | 日本国际贸易促进协会成立25周年，中国国务院副总理谷牧访日，提出贷款日元的事情。                     |
| 1980年5月27日  | 中国国务院总理华国锋访日，《中日科学技术合作协定》签订。                                           |
| 1984年9月3日   | 中国国务院副总理李鹏访日，参加日本国际贸易促进协会30周年庆祝活动。                                 |
| 1985年7月10日  | 中国国务院总理赵紫阳会见日本国际贸易促进协会会长樱内义雄。                                         |
| 1985年12月3日  | 中共中央顾问委员会主任邓小平接见日本国际贸易促进协会会长樱内义雄。                                 |
| 1986年6月16日  | 中国国际贸易促进协会会长贾石访日。                                                                 |
| 1987年4月15日  | 中日友好协会名誉会长王震访日，参加中日邦交正常化15周年纪念活动。                                   |
| 1987年11月30日 | 中共中央顾问委员会主任邓小平接见日本国际贸易促进协会代表团。                                       |
| 1989年11月29日 | 中共中央总书记江泽民、国务院总理李鹏会见日本国际贸易促进协会代表团。                               |
| 1989年12月1日  | 中央军委主席邓小平会见日本国际贸易促进协会代表团。                                                 |
| 1990年1月22日  | 日本国际贸易促进协会成立35周年。                                                                   |
| 1990年12月18日 | 《中日长期贸易协定（1991年-1995年）》在东京都签订。                                                |
| 1992年1月21日  | 日本大藏省公布中日贸易额突破200亿美元。                                                            |
| 1992年5月1日   | 中国国际贸易促进委员会成立40周年，日本国际贸易促进协会樱内义雄访华。                               |
| 1994年2月25日  | 中国国务院总理朱镕基访日，参加日本国际贸易促进协会40周年庆祝活动。                                 |
| 1995年1月24日  | 中国公布公布中日1994年贸易额478.9亿美元。                                                          |
| 1996年1月24日  | 中国公布公布1995年中日贸易额574.7亿美元。                                                          |
| 1996年4月9日   | 日本经济团体联合会代表团访华。                                                                     |
| 1997年1月24日  | 中国公布公布1996年中日贸易额600.6亿美元。                                                          |
| 1998年1月22日  | 中国公布公布1997年中日贸易额608.1亿美元。                                                          |
| 1998年7月15日  | 中国国务院总理朱镕基会见日本国际贸易促进协会会长樱内义雄。                                         |
| 1998年9月15日  | 中国对外贸易经济合作部长石广生访日。                                                               |
| 1999年2月15日  | 中国公布公布1998年中日贸易额579亿美元。                                                            |
| 1999年4月12日  | 中国国际贸易促进委员会与日本贸易促进协会联合举办《面向新世纪中日经济贸易合作的课题与对策》报告会。 |
| 1999年4月13日  | 中国国家主席江泽民会见日本国际贸易促进协会代表团。                                                 |
| 2000年1月25日  | 中国公布公布1999年中日贸易额661.7亿美元。                                                          |
| 2001年1月30日  | 中国公布公布2000年中日贸易额857.3亿美元。                                                          |
| 2001年4月16日  | 中国国务院副总理温家宝会见日本国际贸易促进协会代表团。                                             |
| 2002年1月30日  | 中国公布公布2001年中日贸易额892亿美元。                                                            |
| 2002年5月16日  | 中国国际贸易促进委员会成立50周年庆祝活动举办。                                                     |
| 2002年6月14日  | 2001年度日本对华直接投资额达到43.5亿美元。                                                         |
| 2002年9月11日  | 桥本龙太郎就任日本国际贸易促进协会第六任会长。                                                     |
| 2003年1月27日  | 中国公布公布2002年中日贸易额1053.4亿美元。                                                         |
| 2004年1月      | 中国公布公布2003年中日贸易额1324.3亿美元。                                                         |
| 2004年3月25日  | 上海日本商工俱乐部成立。                                                                           |
| 2004年4月20日  | 中国国务院总理温家宝会见日本国际贸易促进协会代表团。                                               |
| 2004年9月22日  | 日本国际贸易促进协会成立50周年，分别在东京都和北京举行庆祝活动。                                   |
| 2005年1月      | 中国公布公布2004年中日贸易额1680.5美元。                                                           |
| 2006年1月      | 中国公布公布2005年中日贸易额1893.9亿美元。                                                         |
| 2006年9月21日  | 日本众议院议长河野洋平出任日本国际贸易促进协会第七任会长。                                         |
| 2006年12月26日 | 日本国际贸易促进协会会长河野洋平访华。                                                             |
| 2007年1月      | 中国公布公布2006年中日贸易额2113亿美元。                                                           |
| 2007年7月18日  | 中国国务院总理温家宝会见河野洋平。                                                                 |
| 2007年12月1日  | 首次中日经济高层对话在北京举行。                                                                   |
| 2008年1月      | 中国公布2007年中日贸易额2366.4亿美元。                                                             |